# Roßleben

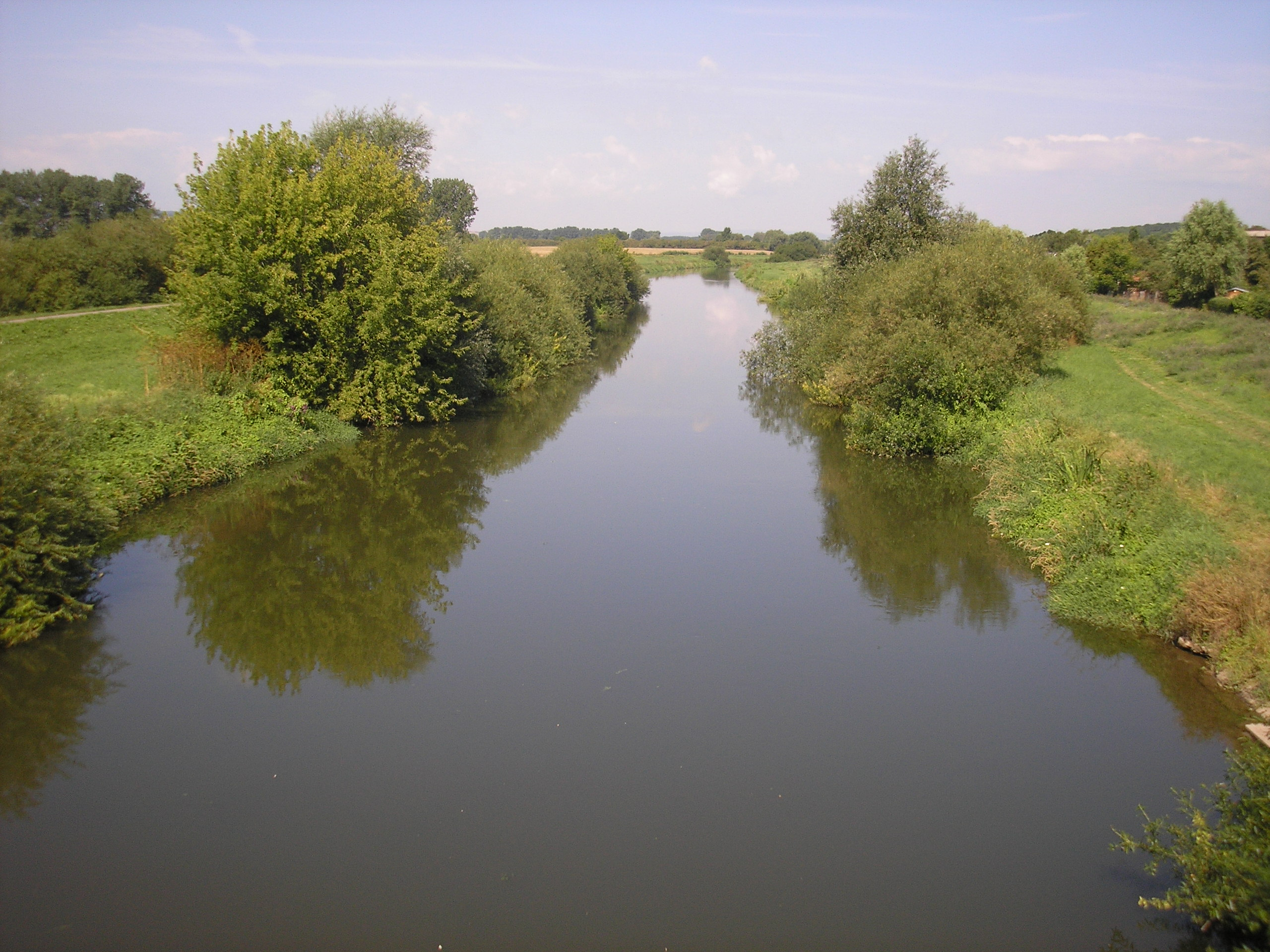
Die Unstrut in Roßleben

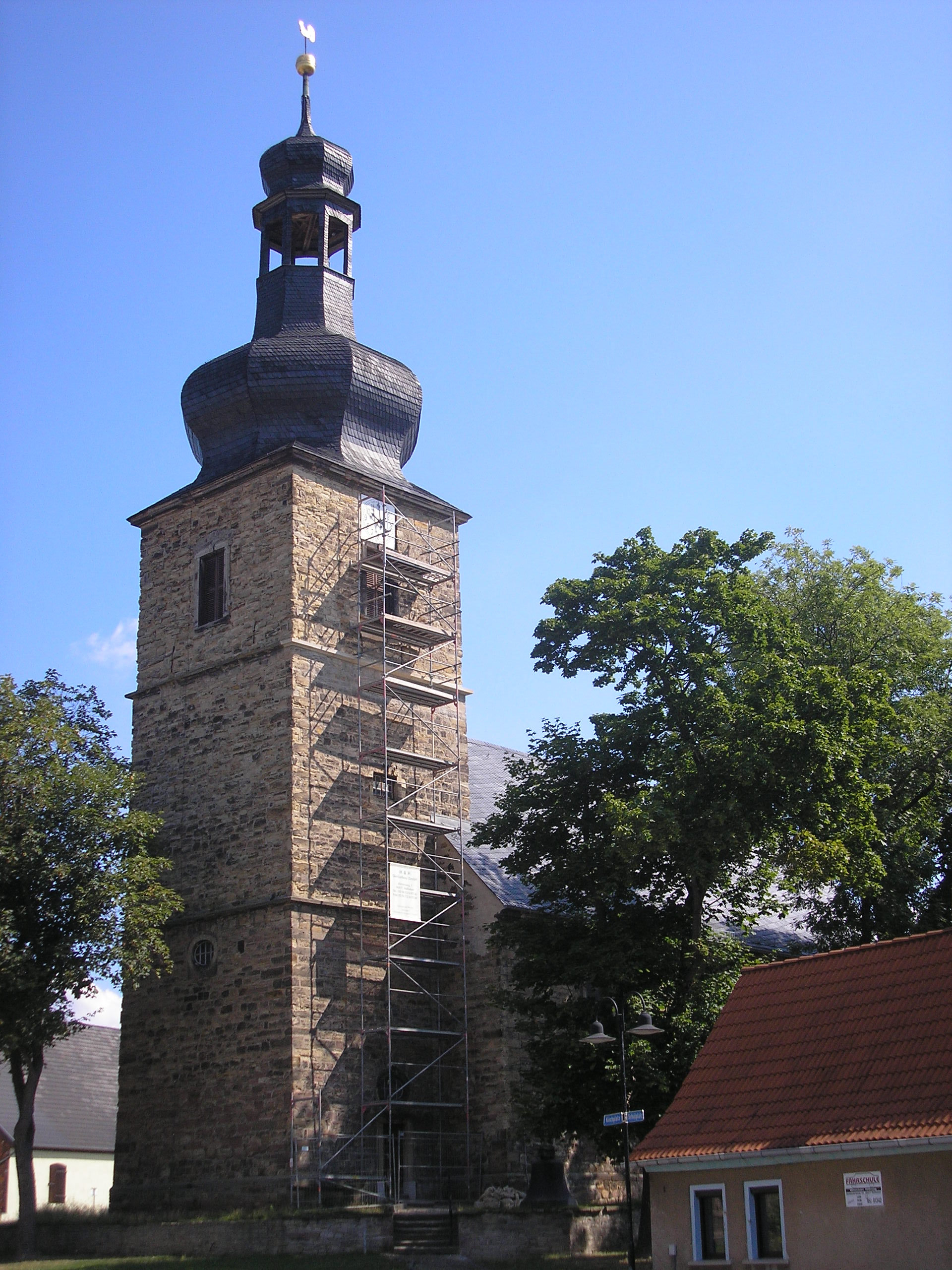
Die Pfarrkirche St. Andreas

Roßleben ist ein Ortsteil der Stadt und Landgemeinde Roßleben-Wiehe im thüringischen Kyffhäuserkreis.

## Geographie

### Geographische Lage
Roßleben liegt im Tal der Unstrut zwischen dem Bergrücken des Ziegelrodaer Forsts und dem Höhenzug Hohe Schrecke.

### Nachbargemeinden
Folgende Gemeinden grenzten vor ihrer Auflösung an die Stadt Roßleben (im Uhrzeigersinn, von Norden beginnend):
Allstedt (Landkreis Mansfeld-Südharz, Sachsen-Anhalt), Querfurt (Saalekreis, Sachsen-Anhalt), Kaiserpfalz (Burgenlandkreis, Sachsen-Anhalt), Wiehe, Donndorf, Nausitz, Gehofen, Kalbsrieth und Heygendorf (alle Kyffhäuserkreis, Thüringen).

### Verwaltungsgliederung
Die Stadt Roßleben bestand aus den folgenden drei Ortsteilen:
- Roßleben
- Bottendorf
- Schönewerda

### Klima
Roßleben liegt in einem niederschlagsarmen Gebiet.
- Niederschlagsmenge: Juli/August: rd. 54 l/m², November: 25 l/m²
- Jahresmittel 525 l/m²

## Geschichte
Die erste urkundliche Erwähnung von Roßleben geht auf das 9. Jahrhundert zurück. In einem zwischen 881 und 899 entstandenen Verzeichnis des Zehnten des Klosters Hersfeld (Hersfelder Zehntverzeichnis) wird Roßleben als zehntpflichtiger Ort „Rostenleba“ im Friesenfeld erstmals urkundlich genannt. 1140 stifteten Graf Ludwig von Wippra und seine Gemahlin Mathilde ein Augustinerchorherrenstift samt der Andreaskirche. Die Bestätigung durch Papst Innozenz II. erfolgte 1142. Im Jahre 1177 nennen die Quellen „Rusteleva“ (Erbgut eines Rusto). Der Rote Hof, die heutige evangelische Pfarre, wird hiermit in Zusammenhang gebracht. 1250 wurde das Augustinerkloster in ein Zisterzienserinnenkloster umgewandelt. Das Adelsgeschlecht von Rusteleben, welches im 13. Jahrhundert erschien und Anfang des 16. Jahrhunderts erlosch, entstammte dem Ort.
Von 1342 bis 1345 fanden die Thüringischen Grafenkriege statt, in denen die Herren von Orlamünde auf der Seite der Unterlegenen standen. Nach dieser Zeit wurden die Grafen von Roßleben nicht mehr erwähnt. Der Wendelstein fiel an die Herren von Witzleben. 1549 beauftragte Heinrich von Witzleben auf Wendelstein seinen Inspektor Georg Fabricius, im Roßlebener Kloster eine Knabenschule einzurichten, und 1554 nahm Rektor Isaak Faust mit 40 Jungen den Schulunterricht auf. 1597 forderte die Pest in Roßleben viele Opfer. Am 2. April 1686 vernichtete ein Großbrand nahezu das ganze Dorf. 17 Gebäude überstanden den Brand, darunter die Klostermühle und die Andreaskirche. Am 14. Mai 1732 nahm die neuerrichtete Klosterschule den Lehrbetrieb wieder auf. Am 12. Juni 1770 vernichtete ein weiteres Großfeuer einen großen Teil des Ortes. Die Kirche, die Klosterschule und das Pfarrhaus blieben jedoch verschont.
Bis 1815 lag Roßleben im sächsischen Amt Wendelstein, seitdem gehörte es bis 1945 zum Kreis Querfurt der preußischen Provinz Sachsen.
1851 entstand die erste Roßlebener Zuckerfabrik am östlichen Ortsausgang. Später wurde daraus das Dampfsägewerk Meitz bzw. die Schuhfabrik. Die erste Roßlebener Zeitung erschien im Jahr 1895. Seit 1889 hatte Roßleben auch einen eigenen Bahnhof. 1857/1858 entstand eine zweite Zuckerfabrik zwischen Roßleben und Bottendorf.
Am 15. Juni 1903 wurde mit dem Abteufen des Kalischachts der Gewerkschaft Roßleben begonnen. 1905 wurden in Roßleben schon 72 selbstständige Handwerker gezählt. 1912 baute die Gemeinde eine Wasserleitung. Elektrischer Strom, der im Dampfsägewerk in der Wendelsteiner Straße erzeugt wurde, sorgte für den wirtschaftlichen Aufschwung. 1921 wurde die Zuckerfabrik von einem Großbrand heimgesucht. 1926 wurde die bis dahin verkehrende Postkutsche zwischen Roßleben und Wiehe durch ein Postauto ersetzt. 1927 hatte Roßleben 2.683 Einwohner und war damit eine der größten Ortschaften im Kreis Querfurt. Im selben Jahr besuchte zum ersten Mal ein Mädchen die Klosterschule. Ein Laugeneinbruch 1939 brachte den Kaliabbau bis 1946 zum Erliegen.
In der Zeit des Nationalsozialismus wurden, wie im gesamten Reichsgebiet, politische Gegner des neuen Regimes verfolgt, so auch in Nordthüringen. Davon betroffen waren insbesondere Juden, Sozialdemokraten, Kommunisten und Mitglieder der Bekennenden Kirche. In Bottendorf bildete sich 1934 eine kommunistische Widerstandsgruppe mit dem Namen Tras, deren Mitglieder nach ihrer Entdeckung mit Gefängnis- und Zuchthausstrafen belegt wurden. Nach Gründung der DDR ließ die SED-Bezirksverwaltung vielfach Straßen und Plätze nach Mitgliedern kommunistischen Widerstandsgruppen benennen. Im Zuge dieser Kampagne wurde in Roßleben die Otto-Römer-Straße nach dem Begründer der KPD-Ortsgruppe und der Richard-Hüttig-Platz, nach dem in Bottendorf geborenen Kommunisten Richard Hüttig benannt.
Während des Zweiten Weltkriegs mussten hunderte Kriegsgefangene aus Polen, Serbien, aus der Sowjetunion, Frankreich, Militärinternierte aus Italien sowie Frauen und Männer aus Polen und der Sowjetunion Zwangsarbeit leisten: bei Brumme, bei Geißler, in der Autoreparaturwerkstatt Becker, in der Eisengießerei Specht, in den Thüringer Holzwerken, im Kalibergwerk, in der Zuckerfabrik und in der Landwirtschaft. An außergewöhnlich viele Todesfälle erinnern Gräber auf den Friedhöfen von Roßleben, Schönewerda und Bottendorf. An drei erschossene KZ-Häftlinge eines Todesmarschs aus dem KZ Dora-Mittelbau erinnern Gräber und Gedenksteine in Roßleben und an der Straße zwischen Wangen und Nebra.
Von 1962 bis 1964 wurde das Kaliwerk umfangreich modernisiert zur Erweiterung seiner Produktionskapazität. Daraufhin begann ein Zuzug von Arbeitern nach Roßleben. Es entstanden über 1000 neue Wohnungen. 1976 bildeten Roßleben, Wiehe, Langenroda und Donndorf den Gemeindeverband Unstruttal, der 1990 aufgelöst wurde.
1990 begann die Reprivatisierung des Volkseigentums. Das Kaliwerk und alle Industriebetriebe in Roßleben wurden geschlossen. Es erfolgte ein Neuaufbau der Wirtschaft im Gewerbegebiet.
1992/1993 wurde aus der Lingel-Schuhfabrik ein Bildungszentrum. Die Sanierung der Klosterschule wurde in diesen Jahren abgeschlossen.
1994 wurde das neue Gemeindewappen bestätigt. Roßleben wurde 1995 erfüllende Gemeinde für Bottendorf und Schönewerda. Das neue Feuerwehrhaus wurde 1996 eingeweiht. Wirtschaftsminister Schuster gab den Auftakt zur Neuerschließung des Kaligeländes.
Am 1. April 1999 wurde Roßleben Einheitsgemeinde mit den Ortschaften Bottendorf und Schönewerda. Die Stadtrechtsverleihung erfolgte am 17. Juni 1999 in der Klosterschule.
Die Klosterschule Roßleben feierte im Jahr 2004 ihr 450-jähriges Jubiläum im Rahmen einer großen Festveranstaltung.
Am 1. Januar 2019 schlossen sich die Städte Roßleben und Wiehe sowie die Gemeinden Donndorf und Nausitz zur neuen Stadt und Landgemeinde Roßleben-Wiehe zusammen.

### Einwohnerentwicklung
Entwicklung der Einwohnerzahl (ab 1994 Stand vom 31. Dezember):
| - 1910: 2823 - 1925: 3026 - 1933: 3273 - 1939: 3441 | - 1994: 5157 - 1995: 5090 - 1996: 5063 - 1997: 4960 - 1998: 4848 - 1999: 6794 | - 2000: 6735 - 2001: 6545 - 2002: 6403 - 2003: 6310 - 2004: 6192 - 2005: 6046 | - 2006: 5987 - 2007: 5860 - 2008: 5724 - 2009: 5616 - 2010: 5540 - 2011: 5418 | - 2012: 5323 - 2013: 5230 - 2014: 5149 - 2015: 5065 - 2016: 4984 - 2017: 4885 | - 2018: 4784 |

Ab 1999 mit Ortsteilen
Datenquelle ab 1994: Thüringer Landesamt für Statistik

## Religion
In Roßleben wurden die Bevölkerung und die Kirche durch die 1540 durchgeführte Reformation evangelisch-lutherisch.

### Evangelisch-lutherische Gemeinde
Die St.-Andreas-Kirche und ihre Kirchengemeinde gehören zum Kirchenkreis Eisleben-Sömmerda der Evangelischen Kirche in Mitteldeutschland.

### Römisch-katholische Gemeinde

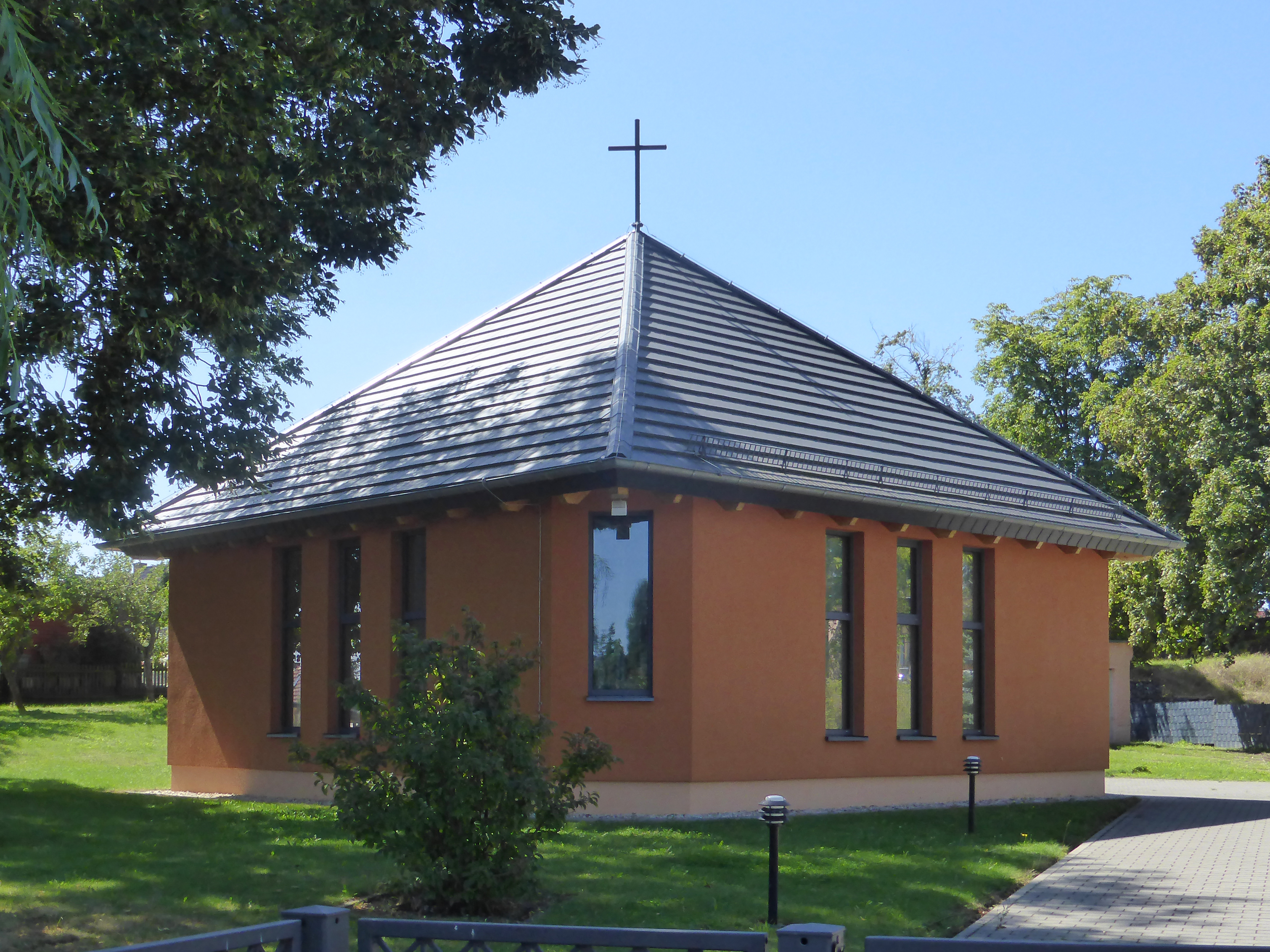
Römisch-katholische Kirche St. Mathilde

## Politik

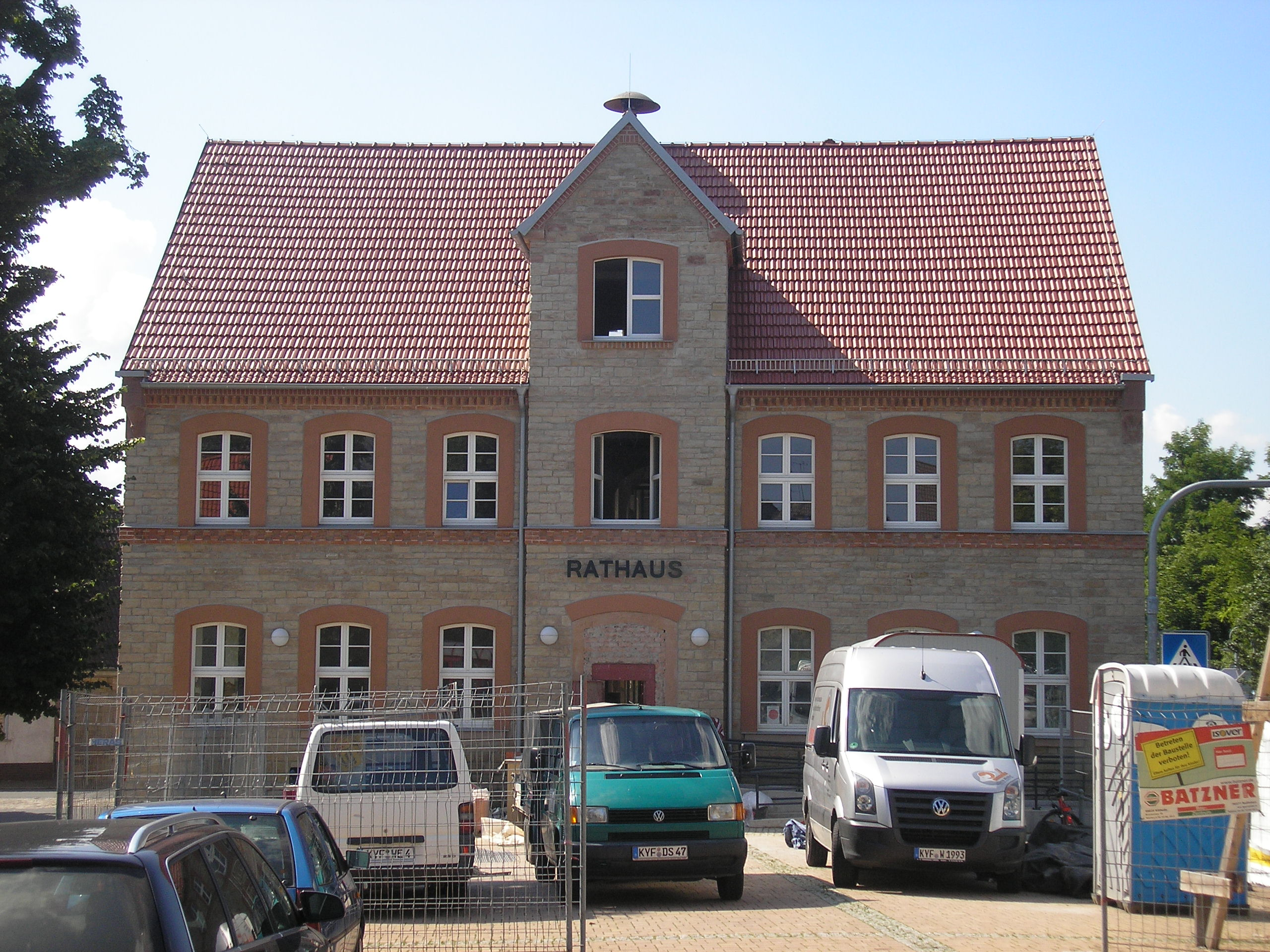
Das Rathaus

### Ehemaliger Stadtrat
Nach der Kommunalwahl vom 25. Mai 2014 mit einer Wahlbeteiligung von 46,1 % setzte sich der Stadtrat Roßleben wie folgt zusammen:
| Partei / Liste | SPD     | CDU     | Linke   | FWG1    | DG2     | BfB3   | Gesamt   |
| Sitze          | 7 Sitze | 5 Sitze | 2 Sitze | 3 Sitze | 2 Sitze | 1 Sitz | 20 Sitze |

| Partei / Liste | SPD     | CDU     | Linke   | FDP     | FWG1    | DG2     | bbK4    | Gesamt   |
| Sitze          | 5 Sitze | 4 Sitze | 2 Sitze | 2 Sitze | 3 Sitze | 2 Sitze | 2 Sitze | 20 Sitze |

1 Freie Wählergemeinschaft Bottendorf     2 Dorfgemeinschaft Schönewerda     3 Bürger für Bürgerinteressen     
4 … für eine bürgerfreundliche und bezahlbare Kommunalpolitik     

### Wappen

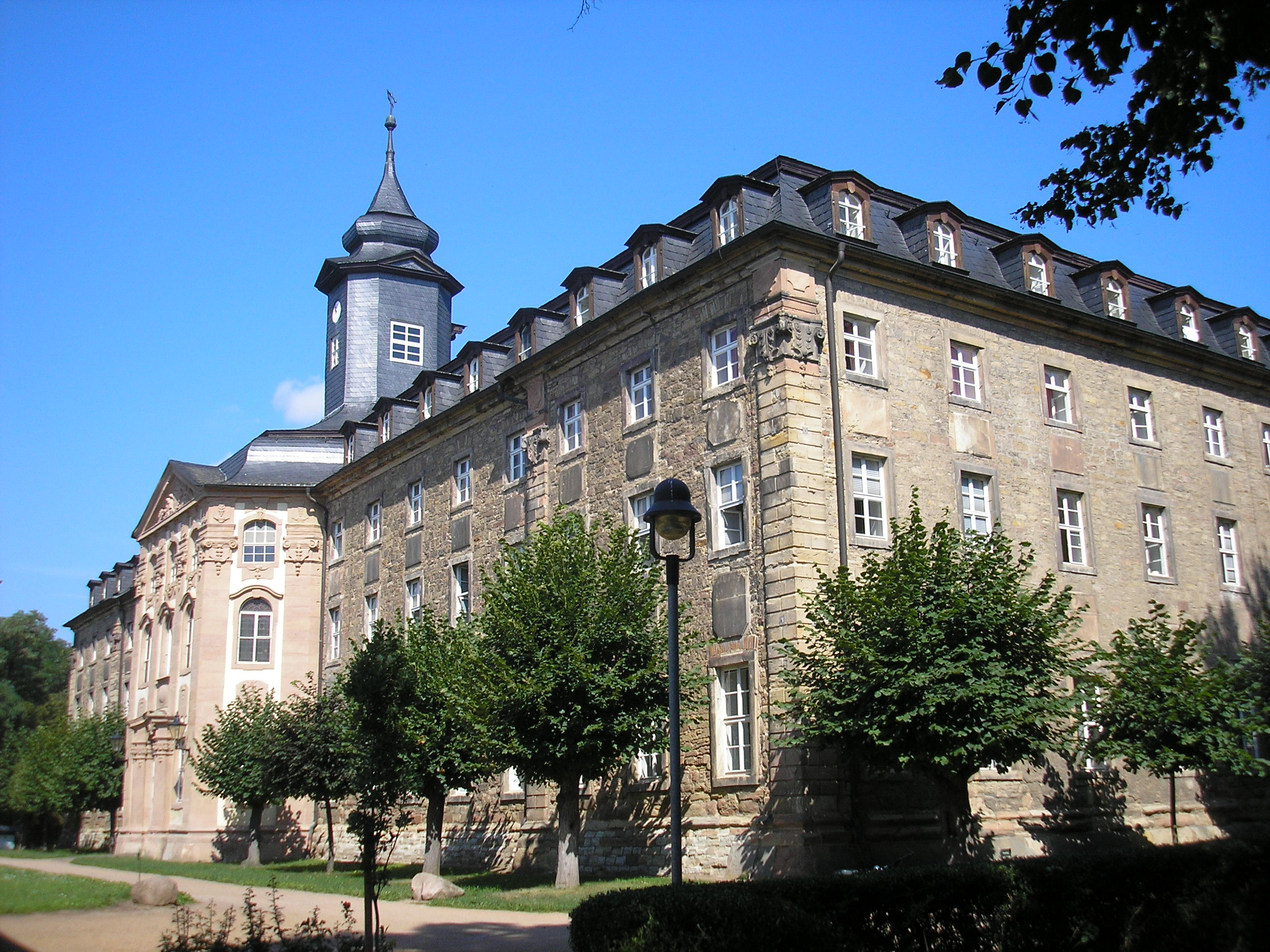
Die Klosterschule

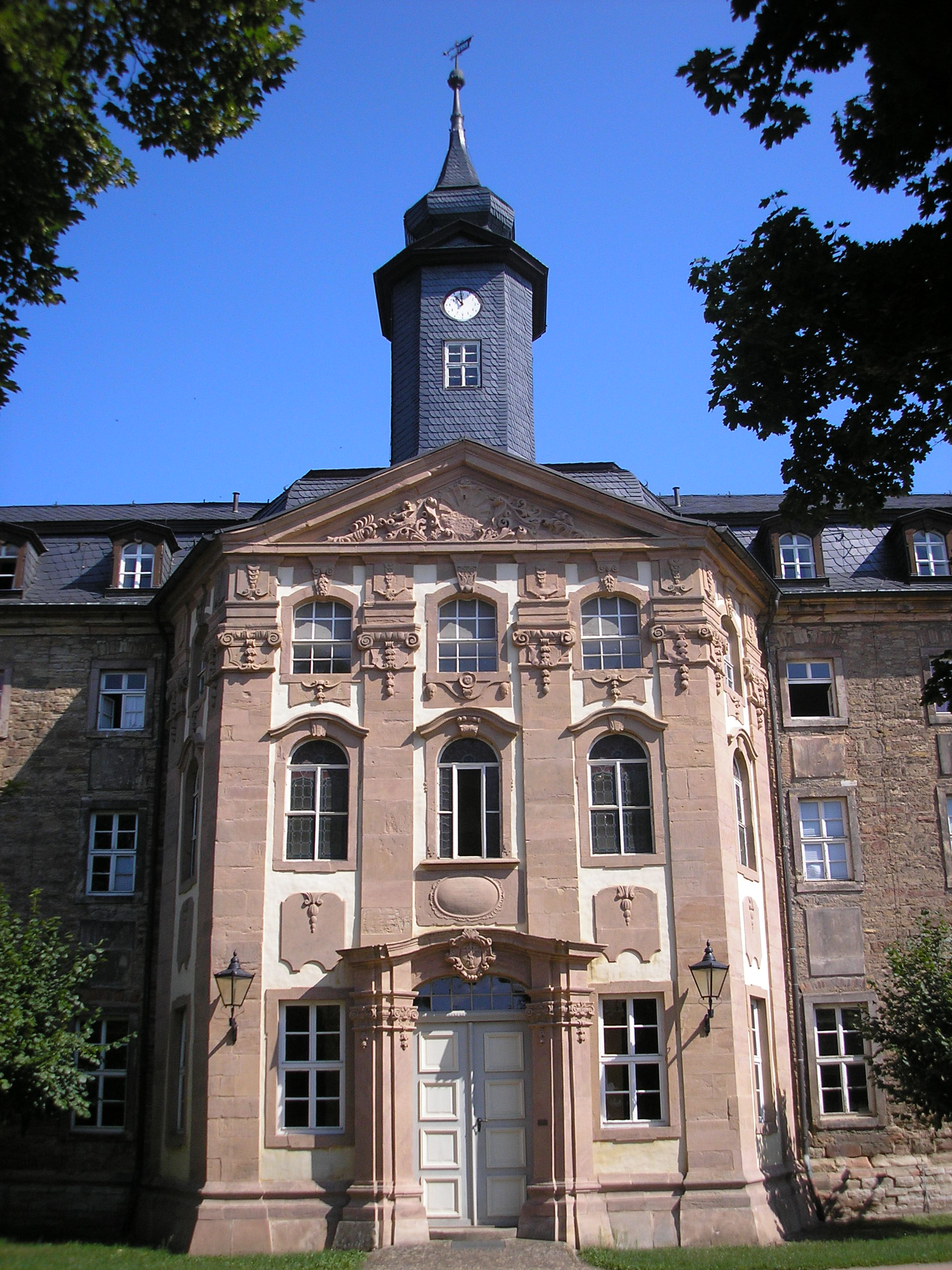
Mittelrisalit der Klosterschule

Das Wappen wurde am 12. Juli 1994 durch das Thüringer Landesverwaltungsamt genehmigt.
Blasonierung: „In Silber auf einer über dem rechten Unterrand des Schildes gespannten Rosenreihe mit grünen Blättern und drei roten Rosen mit goldenen Butzen drei schräglinks geneigte, auf der mittleren Rose spitz zusammengesetzte blaue Schwerter mit goldenen Griffen, die mit rotem Band umwickelt sind.“
Das Ortswappen geht auf die Familienwappen derer von Rustelebe zurück. Das Geschlecht der Grafen von Roßleben ist zwischen 1263 und 1345 im Ort nachweisbar. Nach dem Thüringer Grafenkrieg (1342–1345), den die Grafen von Orlamünde verloren haben, gingen auch die Grafen von Roßleben ihres Lebens verlustig und sind seitdem aus der Gegend von Roßleben verschwunden. Erst seit dieser Zeit sind dann die Herren von Witzleben in der Gemeinde präsent.

### Partnerschaft
- Stadt Wächtersbach (Hessen)

## Kultur und Sehenswürdigkeiten
- Andreaskirche
- Klosterschule Roßleben, eine der ältesten Bildungseinrichtungen Deutschlands.
- Heimathaus Roßleben
- Kupferhütte Bottendorf

## Wirtschaft und Infrastruktur

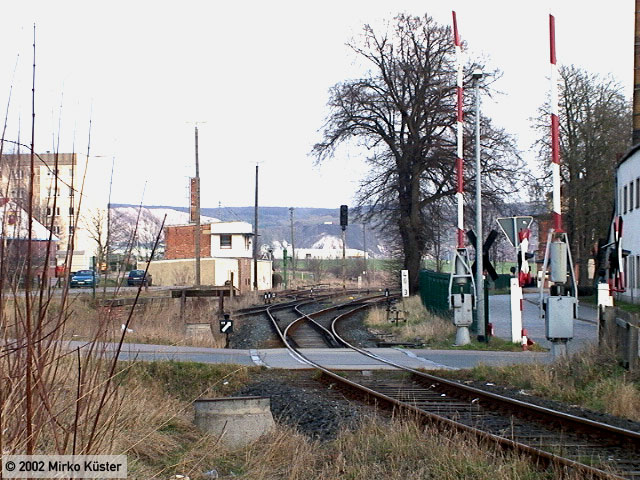
Roßleben: Einfahrt in das Bahnhofsgelände

### Verkehrsanbindung
- Autobahn: A 38 und A 71
- Bundesstraßen: B 85 und B 86
- Der Bahnhof von Roßleben lag an der Kursbuchstrecke 585 (Unstrutnahn Naumburg – Wangen/Unstrut – Artern). Der Personenverkehr wurde im Dezember 2006 vom Freistaat Thüringen zwischen Wangen/Unstrut und Artern abbestellt. Die Interessengemeinschaft Unstrutbahn e. V. bemüht sich seit dieser Zeit um eine Wiederaufnahme des regulären Fahrbetriebes der Unstrutbahn. In einem Teilschritt bestellt der Verein über 80 Sonderzüge im Jahr zwischen Naumburg-Nebra-Roßleben-Artern. Mehrmals im Jahr ist der Bahnhof zudem Ziel des Unstrut-Schrecke-Express, der von Erfurt naturinteressierte Bürger in das Unstruttal bringt. Im Jahr 2012 hat der Verein die Anschlussbahn der GHB Roßleben reaktiviert. Die GHB ist Betreiber der Kalihalde in Roßleben. Damit sind Bauschutttransporte auf der Schiene nach Roßleben möglich.

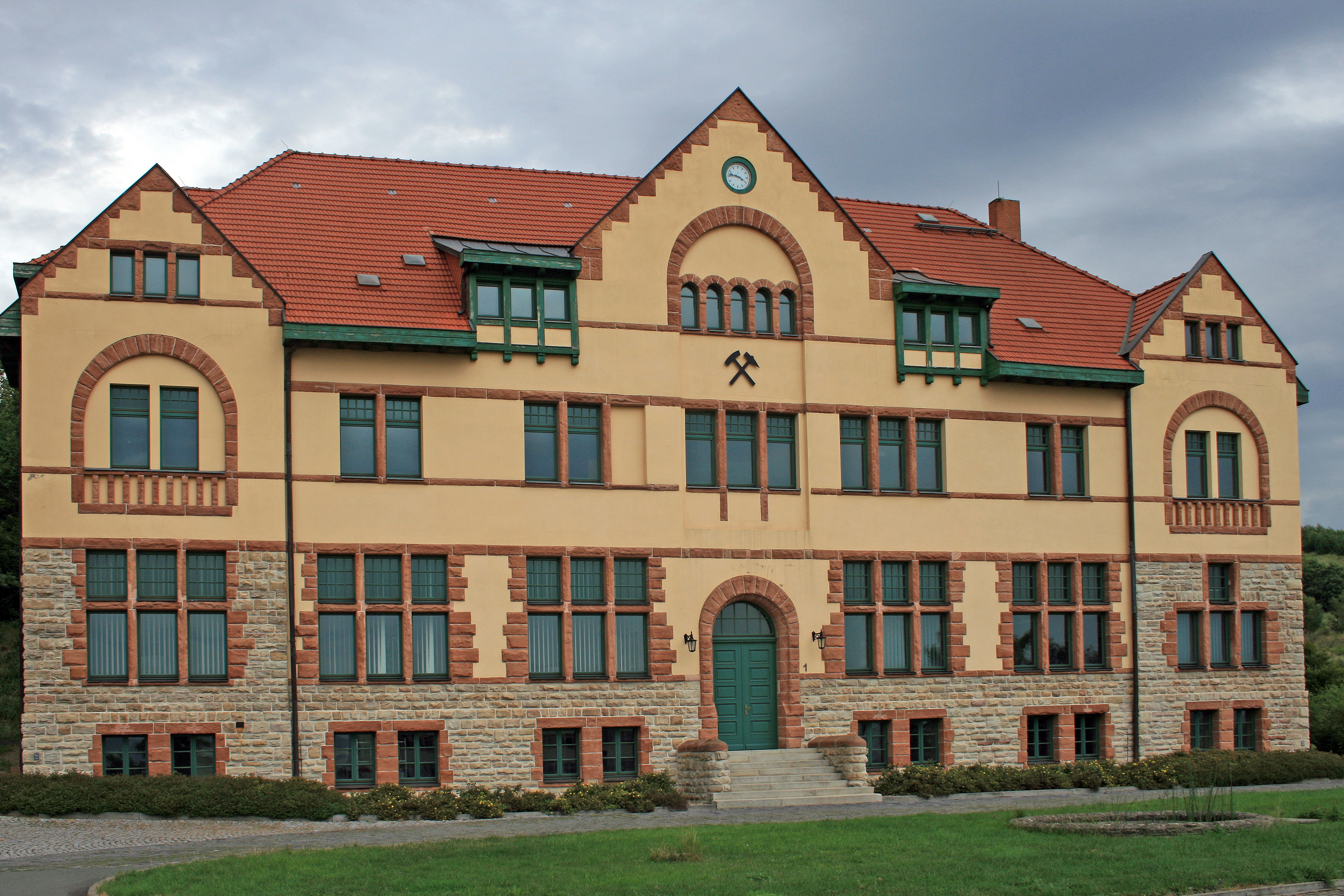
Ehemaliges Kali-Verwaltungsgebäude

### Wirtschaft
Vor der Wende verfügte Roßleben über einige Großbetriebe. Allen voran ist die hundertjährige Bergmannstradition zu nennen. Roßleben blickt auf 100 Jahre Kalibergbau an Unstrut und Finne zurück. Das Kalibergwerk  VEB Kaliwerk „Heinrich Rau“  in Roßleben gehörte zu DDR-Zeiten dem Kombinat Kali an.
Daneben gab es die holzverarbeitende, die Schuh- sowie die Agrar- und Lebensmittelindustrie. Diese Betriebe fielen wie vielerorts der Reprivatisierung durch die Treuhandanstalt zum Opfer. Viele Arbeitsplätze gingen, und mit ihnen die Menschen. Vor allem der Niedergang des Kalibergbaus hinterließ eine große Lücke. Die Kalivorkommen hätten noch für ca. 70 Jahre Abbau gereicht.
Heute bestimmen wenige kleine bis mittelständische Betriebe das Bild. Handwerk und Dienstleistungen stellen den Großteil, aber auch das produzierende Gewerbe ist vertreten.
2009 sollten die Kali-Lagerstätten bei Roßleben durch die bundeseigene „Gesellschaft zur Verwahrung und Verwertung von stillgelegten Bergwerksbetrieben mbH“ (GVV) an interessierte Unternehmen (K+S AG, K-UTEC AG) verkauft werden. In den letzten 15 Jahren sei der Weltmarktpreis für Kalidünger auf das 10fache gestiegen, sodass sich eine neuerliche Inbetriebnahme mit modernen Verfahren und erforderlicher hoher Aufbereitungstechnik wirtschaftlich lohnen würden. Da sich der Kali-Markt danach wieder in die andere Richtung entwickelte, wurde das Verkaufsverfahren im April 2014 beendet.

## Persönlichkeiten

### Söhne und Töchter Roßlebens
In Roßleben wurden geboren:
- Christian Gottlob Rebs (1773–1843), evangelischer Theologe
- Gustav Nebe (1835–1919), Generalsuperintendent von Westfalen in Münster
- Wilhelm Zopf (1846–1909), Botaniker
- Fritz Hofmann (1871–1927), Leichtathlet, Gewinner der ersten Medaille für Deutschland bei den Olympischen Spielen der Neuzeit 1896 in Athen
- Reinhold Knobloch (1883–1962), Konteradmiral
- Fritz Heiligenstaedt (1887–1961), Pädagoge und Ministerialbeamter
- Oscar Geier (1889–1952), Bratschist und Komponist
- Kurt Heiligenstaedt (1890–1964), Plakatgestalter und Karikaturist
- Hugo Launicke (1909–1975), Antifaschist und SED-Politiker
- Werner Heine (1935–2022), Fußballspieler

Im Ortsteil Bottendorf wurden geboren:
- Richard Hüttig (1908–1934), Kommunist, hingerichtet am 14. Juni 1934 in Berlin-Plötzensee
- Johannes Steinhoff (1913–1994), Jagdflieger im Zweiten Weltkrieg, Vier-Sterne-General und Inspekteur der Luftwaffe in der Bundesrepublik Deutschland, Vorsitzender des NATO-Militärausschusses (1971–1974)

### Personen, die mit dem Ort in Verbindung stehen
- Johann Christoph Mocker II. (um 1689–6. November 1753), Orgelbauer in Roßleben[12]
- August Wilhelm Zachariä (1769–1823), Lehrer und Flugpionier
- August Nebe (1826–1895), war bis zu seinem Tod Pfarrer in Roßleben
- Hans Meyer (* 1942), Fußballspieler und -trainer, war 1945 mit seiner Familie nach der Vertreibung aus dem tschechoslowakischen Briesen nach Roßleben gekommen
- Anja Voigt (* 1985), Bildende Künstlerin